# Willem van Manen (kunstschilder)
Willem van Manen (Aalten 1932 - Arnhem 2007), was een Nederlands lithograaf, illustrator, schilder, tekenaar.
De kunstschilder van Manen bracht zijn jeugd grotendeels door in Driebergen.
Als jongste van zeven kinderen heeft hij veel weet gehad van de oorlog en het verzet, want de hele familie was daarbij betrokken. Het was voor hem horen, zien en zwijgen. Dit heeft zijn werk mede ook wel beïnvloed. Hij zocht toen al zijn toevlucht in de pastelkrijt en zijn schetsboek.
Tijdens zijn grafische opleiding in Amersfoort kwam hij daar in contact met de kunstkringen en zich verder ontwikkeld.
Hij vestigde zich uiteindelijk in Arnhem en ging steeds weer nieuwe uitdagingen aan.
Van zijn hand zijn nog vele werken in omloop zoals monoprints, linosnedes, aquarellen, olieverfschilderijen, potloodtekeningen, acryls en vooral veel pastels en conté.
Hij werkte veel in opdracht en van tijd tot tijd waren er exposities. Hij heeft verder weinig gedaan aan naamsbekendheid.